# Геохімія підземних вод
Геохі́мія підзе́мних вод, Гідрогеохімія — розділ геохімії, що вивчає фактори і процеси формування хімічного складу підземних вод і роль останніх у міграції та накопиченні хімічних елементів та сполук у земних надрах.
Геохімія підземних вод як наука склалася на перетині геохімії, гідрогеології, фізики, біології та інших наук. Одним з її фундаторів був В.Вернадський.
Важливу роль Г.п.в. відіграє при геохімічних пошуках корисних копалин (рудних, нафтогазових, мінеральних вод та ін.). При цьому пошуковими показниками є мінералізація вод, їх геохімічний тип та ін. фізико-хімічні параметри.
Найефективнішими є методи пошуку скупчень вуглеводнів та глибоко залеглих гідротермальних зруденінь.

## Проба гідрогеохімічна
ПРОБА ГІДРОГЕОХІМІЧНА — вода, відібрана в посудину (пляшку, флягу тощо) і призначена для аналізу.